# 2024年蘇黎世持刀襲擊事件
當地時間2024年10月1日約上午12時前，瑞士蘇黎世厄尔利孔区貝爾尼納大街（Berninastrasse）貝爾尼納托兒所大門前，23歲中華人民共和國籍男子樊宇豪無差別持刀襲擊一羣正在前往托兒所的兒童。
此次襲擊造成3人受傷。

## 背景
在瑞士，持刀襲擊事件本身就非常罕見，而涉及兒童的襲擊事件則更是少之又少。

## 襲擊
2024年10月1日，約在中午12時前，就讀蘇黎世大學的中華人民共和國籍留學生樊宇豪持刀襲擊一群放學後前往貝爾尼納托兒所用餐的兒童。目擊者稱，樊宇豪身穿黑色雨衣和白色運動褲，講英語，手中拿著一張紙。
托兒所女經理與一名路過的移民辦公室男員工合力將樊宇豪制服，男員工抱著樊宇豪，其手中的刀掉到地上，而女經理則將刀踏在腳下。樊宇豪被壓制在地，直至警方到場，其他兒童則迅速逃回托兒所內。
襲擊導致3名5歲男童受傷，其中一人傷勢嚴重。

## 調查
蘇黎世警方隨後抵達現場，並在樊宇豪未作反抗的情況下將其逮捕，其後樊宇豪拘留期間接受審問時承認犯罪。警方封鎖托兒所所在的貝爾尼納購物中心一帶，並出動無人機在現場巡查，配備衝鋒槍的警員也在現場戒備。法醫研究所人員趕到現場，收集犯罪證據。
當天下午，蘇黎世警方對蘇黎世大學的一所學生公寓進行搜查，警方發言人證實，這次搜查與襲擊事件有關。
警方認為樊宇豪是孤狼式襲擊，尚不清楚樊宇豪是否與託管所或幼兒園有關聯。當地法院已批准檢察機關提出審前強制拘留樊宇豪的申請。

## 疑犯
《太報》引用與樊宇豪同名的領英賬戶，指樊宇豪在2023年6月畢業於重慶西南大學，為外國語學院英語本科生。
據德語報章《20分鐘》報導指出，樊宇豪自2023年起就讀於蘇黎世大學。其他學生形容他性格沉靜、孤僻，大多時間都待在自己的單身公寓內，而該公寓距離案發現場僅數分鐘步行路程。然而，他在社交媒體上的活動卻異常活躍。就在事件發生前幾分鐘，樊宇豪在Instagram上發佈一篇長文，內容提及他對在西南大學所認識一名女團支書的性幻想與其勃起狀況，接著文中語氣一變，做出貶損女團支書的評論。他還在文中表達對中華人民共和國及中國共產黨的熱愛，並提到自己非常想念中華人民共和國和他的妻子。
這篇Instagram貼文的結尾寫著「國慶節快樂」，並附上三個中華人民共和國國旗的表情符號，背景則是贊頌中國紅軍的歌曲，而10月1日是中華人民共和國國慶節。
在另一篇貼文中，樊宇豪對瑞士智庫和台灣代表共同舉辦的一場關於台灣獨立歷史及國際關係的討論會表示強烈不滿。他在評論中寫道：「台獨可恥，台灣省屬於中國。」

## 後續
持刀襲擊事件震驚當地社區，居民要在警員陪同下才能回家，許多家長迅速趕到托兒所，心理學家和護理團隊對兒童及其家長進行數小時的心理疏導。
托兒所女經理和移民辦公室男員工因成功制服襲擊者而在社交媒體上獲得廣泛讚揚，當地市議員菲利波·洛伊特內格對她表達了「深切的尊敬和感激」。而移民辦公室發言人稱，支持該男員工勇敢的行為。
蘇黎世大學校長麥可·沙普曼電郵全校師生，確認襲擊疑犯樊宇豪為該校學生。他在郵件中嚴厲譴責任何形式的暴力行為，尤其是針對兒童的暴力。
案發後第二天，託兒所恢復正常營運，但護理團隊仍然留駐場地，而兒童們的課程和護理照常進行。